# 구보타 료 (1991년)
구보타 료(일본어: 窪田 良, 1991년 4월 8일 ~ )는 일본의 축구 선수이다.

## 구단 경력
그는 2014년부터 2021년까지 J리그의 도쿠시마 보르티스, 카탈레 도야마, 방포레 고후, 더스파구사쓰 군마, SC 사가미하라에서 활동하였다.